# 馬尼拉紙

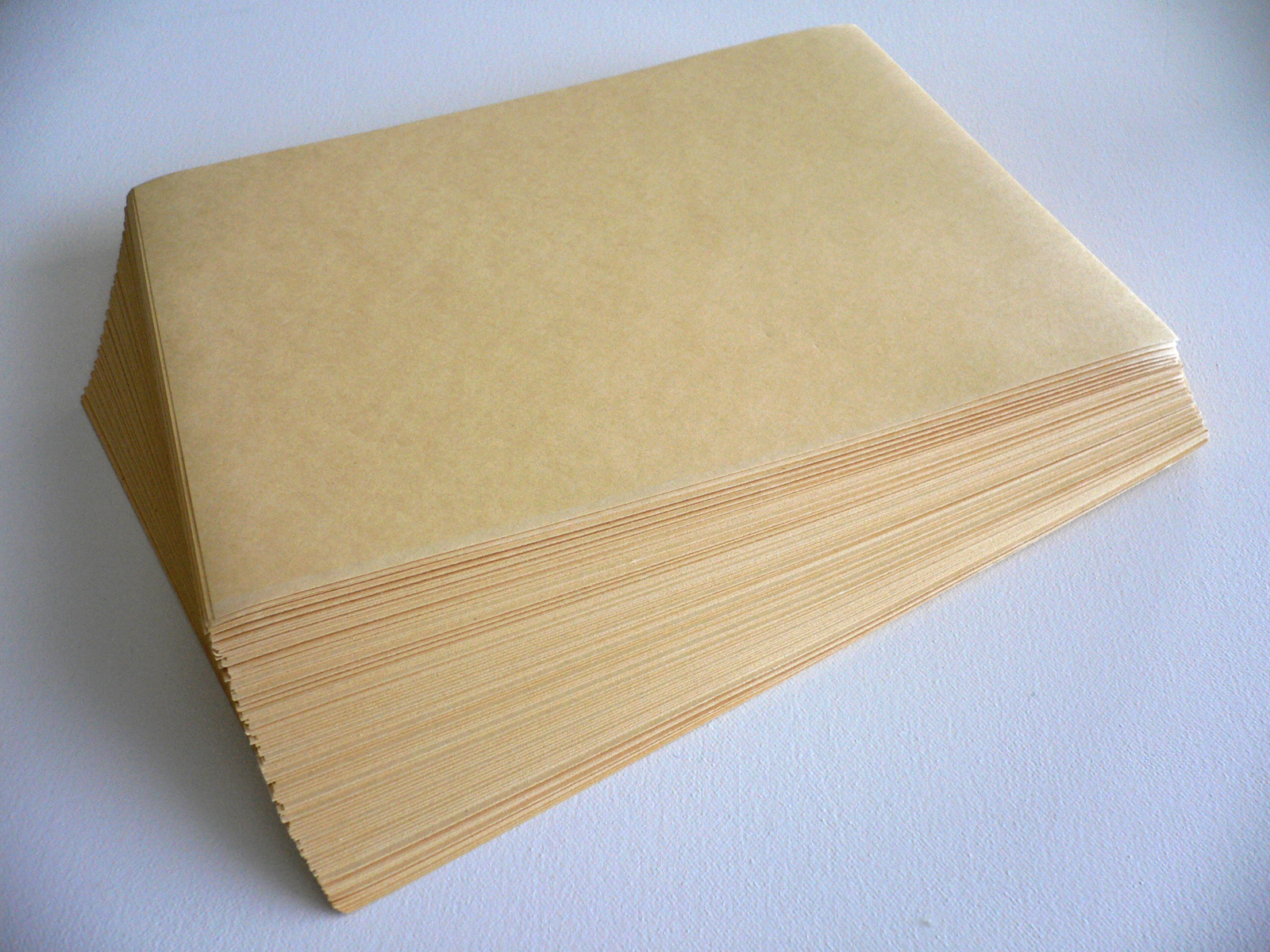
一沓马尼拉纸.

马尼拉纸是一种相对便宜的纸，与其他纸相比，它经过更少的提炼过程。大部分马尼拉纸由经过半漂白的木浆制成。相对于牛皮纸，它的强度较低但有更好的印刷品質。马尼拉纸通常是米黄色的，纸中的纤维可以通过肉眼分辨。由于马尼拉纸十分廉价，它经常会被作为儿童的绘画用纸。
马尼拉纸的原产国是菲律宾，这也是它名称的由来。马尼拉纸由马尼拉麻制成。